# 蒋正全救人事件
蒋正全救人事件是指2022年8月8日，在陕西省西安市阎良区武屯街道二龙口水库附近，一辆汽车冲入水库，5人被困。蒋正全等人听闻后，赶来救援，最终将被困人员全部救出，但蒋正全遇难，年44岁。事件被报道后，引发舆论关注。

## 主要当事人
蒋正全，生于1978年，重庆人，初中毕业后就出来做钢筋工，后来又做了近二十年模工。蒋正全有一子，时年不满10岁。事发时，蒋正全途径事发地。

## 事件经过
事发后，在西安市阎良区人民政府的官网公示上，记录了事件经过：

2022年8月8日上午11时53分，武屯街道新庄村谢某（武屯街道新庄村村民）等5名（其余4人为谢某亲属）村民驾车自二龙口桥由西向东行驶，不慎撞毁护栏坠入二龙口水库。途经此处的蒋正全、程心灿、秦建平3人和附近干活的刘同连、王建宁、自临潼相桥下班路过的王福利3人，听到呼救后，奋不顾身跳入河中救人。

事发时，蒋正全等3人距离车辆落水地点约200米，他们迅速赶到车辆落水岸边，跳入水中，游向事故车辆，发现事故车辆车窗打开，车内有3个大人（均为女性），2个小孩（一女孩约12岁，一男孩约3岁）。他们3人先将车内女孩从车窗救出，蒋正全托起女孩往岸边游去，岸上群众用线缆将女孩救上岸。随后刘连同、王建宁、王福利也加入救援队伍，另外4人从车窗被救出，至此车内5人全部获救，蒋正全在救人过程中体力不支，后被120救护车送往阎良区人民医院，经抢救无效死亡。

## 后续
- 事发后，事发地附近居民前往献花[8]。
- 8月9日，陕西西安阎良区武屯街道办发布向见义勇为蒋正全家属捐款的倡议书[9]。
- 8月11日，西安市阎良区人民政府发文称，根据《陕西省奖励和保护见义勇为人员条例》，蒋正全、程心灿、秦建平、刘同连、王建宁、王福利应当确认为见义勇为行为[7][10]。
- 8月12日，蒋正全遗体告别仪式在陕西省渭南市富平县富平殡仪馆举行，政府官员、学生代表等各界近200人参加[11][12]。

## 资料
1. ↑  . 人民网.   [2022-08-13].
2. ↑  . www.shaanxi.gov.cn.   [2022-08-13]. （原始内容存档于2022-08-13）.
3. ↑  . sn.news.cn.   [2022-08-13]. （原始内容存档于2022-08-13）.
4. ↑  . news.iqilu.com.   [2022-08-13]. （原始内容存档于2022-08-12）.
5. ↑  网易. . www.163.com. 2022-08-11  [2022-08-13]. （原始内容存档于2022-08-23）.
6. ↑  . 重庆晨报.[]
7. 1 2  . 西安市阎良区人民政府.[]
8. ↑  . news.hnr.cn.   [2022-08-13]. （原始内容存档于2022-08-23）.
9. ↑  . news.cjn.cn.   [2022-08-13]. （原始内容存档于2022-08-13）.
10. ↑  . ctdsbepaper.hubeidaily.net.   [2022-08-13]. （原始内容存档于2022-08-13）.
11. ↑  . m.gmw.cn.   [2022-08-13].
12. ↑  sina_mobile. . finance.sina.cn. 2022-08-12  [2022-08-13].